# 馬偕街
馬偕街（英語：Mackay St.），是台灣新北市淡水區的一三向道路。可連接真理街，中正路，新生街。以加拿大傳教士馬偕命名。

## 概況
馬偕街的牆壁沿上而下走有著「馬偕紀念系列繪畫」。由新北市各地區國高中學生繪畫，為其最大的特色。

## 鄰近設施
- 淡水街長多田榮吉故居
- 新北市立淡水圖書館
- 行政院農業委員會家畜衛生試驗所
- 真理大學
- 新北市私立淡江高級中學
- 新北市淡水區文化國民小學
- 小白宮
- 淡水長老教會

## 參照
1. ↑  .   [2015-12-27]. （原始内容存档于2016-01-05）. （页面存档备份，存于）